# Voyageurs nationalpark
Voyageurs nationalpark ligger i delstaten Minnesota i USA. Den 882 km² stora nationalparken består huvudsakligen av sjöar och vattendrag och är en park man helst besöker med kanot eller båt. Parken gränsar till Kanada.